# Bapara
Bapara is een geslacht van vlinders van de familie snuitmotten (Pyralidae), uit de onderfamilie Galleriinae.

## Soorten
- B. obliterosa Walker, 1865
- B. pandana Whalley, 1964
- B. paynei Whalley, 1964